# Junior Eurovision Song Contest 2005

Deltagande länder
Länder som deltog tidigare år men inte 2005

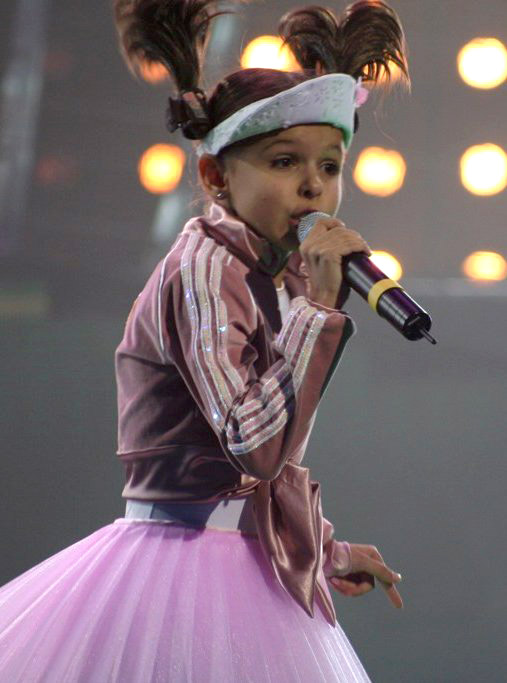
Ksenia Sitnik representerade Vitryssland och tog landet till deras första vinst i tävlingen.

Junior Eurovision Song Contest 2005 var den tredje upplagan av Junior Eurovision Song Contest, och ägde rum den 26 november 2005 i Hasselt, Belgien, med Marcel Vanthilt och Maureen Louys som programledare. Tävlingen vanns av tioåriga Ksenia Sitnik för Vitryssland med "My vmeste" (Vi är tillsammans), medan andraplatsen gick till Spanien, och tredejplatsen till Norge.
Temat för tävlingen var "Let's Get Loud" som stod för den nya generationen som representerades i tävlingen.
Arrangemanget sågs av omkring 20-25 miljoner människor runtom i Europa, inklusive 8 500 personer i arenan i Hasselt.

## Arrangemanget

### Värdlandet
De belgiska tevebolagen RTBF och VRT önskade att få arrangera tävling i koalition, vilket också blev fallet. EBU valde att lägga tävlingen i Belgien, därmed tilldelades man rätten att stå värd över bland andra kroatiska HRT och nederländska AVRO.

### Plats
Hasselt är en stad och kommun i provinsen Limburg i Belgien med knappt 70 000 invånare. Genom staden flyter floden Demer.
Ethias Arena är Belgiens största inomhusarena som kan användas för både sportevenemang och musikaliska evenemang. Arenan öppnade 2004 och kan hysa upp till 21 600 åskådare beroende av vilken typ av underhållning som arrangeras i arenan.

## Deltagande länder
Så många som tjugo länder kunde ha satt nytt rekord för antal deltagande länder i tävlingen; Cypern skulle ursprungligen ha deltagit men den 13 oktober 2005 meddelade det cypriotiska tevebolaget Cyprus Broadcasting Corporation (CyBC) att man hoppade av tävlingen efter klagomål att deras utvalda bidrag, "Tsirko" framfört av Rena Kiriakidi, ansågs vara för likt ett annat tävlingsbidrag. Man blev dock inte hindrade från att avlägga sina röster eftersom avhoppet skedde så sent och av ovanstående skäl. Även Litauen och Ukraina skulle ha ställt upp men drog senare tillbaka sina respektive intresseanmälningar. Georgiens tevebolag GPB anmälde också sitt intresse för att medverka men missade tävlingens deadline för att bekräfta deltagande och uteblev därför. Även Monaco visade intresse över att medverka, landets delegationschef Phil Bosco meddelade att statsministern hade visat stort intresse för medverkan i tävlingen.
Tevebolagen i Schweiz och Polen hoppade av tävlingen på grund av ekonomiska skäl. Polen skulle inte komma att återvända förrän 2016. Även Frankrike hoppade av då den sändande tevekanalen, France 3, gjorde om i sitt programnätverk.
Rysslands tevebolag RTR debuterade tillsammans med Serbien och Montenegros UJRT (en grupp bestående av serbiska RTS och montenegrinska RTCG) i tävlingen.
För tredje året i rad var det grekiska bidraget först ut att framföras.
Tävlingen visades inte bara enbart i tävlingsländerna, utan fanns också tillgänglig via satellit världen över. Special Broadcasting Service (SBS) sände tävlingen i Australien en månad senare.

## Resultat
| Nr | Land                   | Artist              | Bidrag                                            | Språk          | Plac. | Poäng |
| -- | ---------------------- | ------------------- | ------------------------------------------------- | -------------- | ----- | ----- |
| 01 | Grekland               | Alexandros & Kalli  | "Tora einai i seira mas" (Tώρα είναι η σειρά μας) | grekiska       | 6     | 88    |
| 02 | Danmark                | Nicolai             | "Shake Shake Shake"                               | danska         | 4     | 121   |
| 03 | Kroatien               | Lorena Jelusić      | "Rock Baby"                                       | kroatiska      | 12    | 36    |
| 04 | Rumänien               | Alina Eremia        | "Țurai!"                                          | rumänska       | 5     | 89    |
| 05 | Storbritannien         | Joni Fuller         | "How Does It Feel?"                               | engelska       | 14    | 28    |
| 06 | Sverige                | M+                  | "Gränslös kärlek"                                 | svenska        | 15    | 22    |
| 07 | Ryssland               | Vladislav Krutskikh | "Doroga k solntsu" (Дорога к солнцу)              | ryska          | 9     | 66    |
| 08 | Makedonien             | Denis Dimoski       | "Rodendeski baknež" (Родендески бакнеж)           | makedonska     | 8     | 68    |
| 09 | Nederländerna          | Tess                | "Stupid"                                          | nederländska   | 7     | 82    |
| 10 | Serbien och Montenegro | Filip Vučić         | "Ljubav pa fudbal" (Љубав па фудбал)              | montenegrinska | 13    | 29    |
| 11 | Lettland               | Kids4Rock           | "Es esmu maza jauka meitene"                      | lettiska       | 11    | 50    |
| 12 | Belgien                | Lindsay             | "Mes rêves"                                       | franska        | 10    | 63    |
| 13 | Malta                  | Thea & Friends      | "Make It Right!"                                  | engelska       | 16    | 18    |
| 14 | Norge                  | Malin Reitan        | "Sommer og skolefri"                              | norska         | 3     | 123   |
| 15 | Spanien                | Antonio José        | "Te traigo flores"                                | spanska        | 2     | 146   |
| 16 | Vitryssland            | Ksenia Sitnik       | "My vmeste" (Мы вместе)                           | ryska          | 1     | 149   |

## Poängtabeller
| |                        | Resultat |         |          |          |                |         |          |                |               |                        |          |         |       |       |         |         |    |    |
| Σ | Cypern                 | Grekland | Danmark | Kroatien | Rumänien | Storbritannien | Sverige | Ryssland | Nordmakedonien | Nederländerna | Serbien och Montenegro | Lettland | Belgien | Malta | Norge | Spanien | Belarus |    |    |
| D | Grekland               | 88       | 12      |          | 7        | 12             | 6       | 6        | 5              | 7             | 3                      | 6        | 4       |       | 6     |         |         | 2  |    |
| D | Danmark                | 121      | 6       | 7        |          | 8              | 3       | 1        | 10             | 6             | 12                     | 7        | 5       | 6     | 8     | 7       | 12      | 7  | 4  |
| D | Kroatien               | 36       |         |          | 2        |                |         |          | 3              |               | 8                      | 2        | 6       |       |       |         | 3       |    |    |
| D | Rumänien               | 89       | 10      | 10       |          | 2              |         | 3        | 4              | 3             | 4                      | 5        | 7       | 3     | 4     |         | 7       | 12 | 3  |
| D | Storbritannien         | 28       |         |          | 3        |                |         |          |                | 1             |                        | 1        |         | 2     | 2     | 5       |         |    | 2  |
| D | Sverige                | 22       |         |          | 8        |                |         |          |                |               |                        |          |         |       |       |         | 2       |    |    |
| D | Ryssland               | 66       | 3       | 5        | 1        |                | 4       | 2        |                |               | 1                      |          | 1       | 10    | 3     | 1       | 5       | 6  | 12 |
| D | Makedonien             | 68       |         |          |          | 4              | 8       | 4        | 1              | 10            |                        | 3        | 10      | 4     | 1     | 2       |         | 1  | 8  |
| D | Nederländerna          | 82       | 2       | 4        | 10       |                | 2       | 7        | 7              | 4             |                        |          |         | 1     | 12    | 8       | 4       | 4  | 5  |
| D | Serbien och Montenegro | 29       | 1       |          |          | 6              |         |          |                |               | 10                     |          |         |       |       |         |         |    |    |
| D | Lettland               | 50       |         | 3        |          | 5              | 1       | 5        | 2              | 5             | 2                      |          | 2       |       |       | 3       | 1       | 3  | 6  |
| D | Belgien                | 63       | 4       | 2        |          | 1              | 7       |          |                |               |                        | 12       |         | 7     |       | 4       | 8       | 5  | 1  |
| D | Malta                  | 18       |         | 1        | 5        |                |         |          |                |               |                        |          |         |       |       |         |         |    |    |
| D | Norge                  | 123      | 5       | 6        | 12       | 3              | 5       | 8        | 12             | 2             | 5                      | 10       | 3       | 8     | 7     | 10      |         | 8  | 7  |
| D | Spanien                | 146      | 8       | 12       | 4        | 7              | 12      | 12       | 8              | 8             | 6                      | 8        | 12      | 5     | 10    | 6       | 6       |    | 10 |
| D | Vitryssland            | 149      | 7       | 8        | 6        | 10             | 10      | 10       | 6              | 12            | 7                      | 4        | 8       | 12    | 5     | 12      | 10      | 10 |    |
| Alla länder tilldelades 12 poäng automatiskt Cypern tilläts avlägga poäng trots att man avstod från tävlan. |                        |          |         |          |          |                |         |          |                |               |                        |          |         |       |       |         |         |    |    |

### 12 poäng
Nedan listas antalet tolvor ett land fick av andra länder:
| Nr | Mottagande land | Röstande land                                              |
| -- | --------------- | ---------------------------------------------------------- |
| 4  | Spanien         | Grekland, Rumänien, Serbien och Montenegro, Storbritannien |
| 3  | Vitryssland     | Malta, Lettland, Ryssland                                  |
| 2  | Danmark         | Makedonien, Norge                                          |
| 2  | Grekland        | Cypern, Kroatien                                           |
| 2  | Norge           | Danmark, Sverige                                           |
| 1  | Belgien         | Nederländerna                                              |
| 1  | Nederländerna   | Belgien                                                    |
| 1  | Rumänien        | Spanien                                                    |
| 1  | Ryssland        | Vitryssland                                                |

- Alla länder fick 12 poäng i början av omröstningen för att undvika att något land skulle hamna på noll poäng.

## Kommentatorer
- Belgien - Ilse Van Hoecke & André Vermeulen (Eén), Jean-Louis Lahaye (La Une)
- Danmark - Nicolai Molbech (DR1)
- Lettland - Kārlis Streips & Valters Frīdenbergs (LTV)
- Makedonien - Milanka Rašik (MTV 1)
- Nederländerna - Tooske Ragas (Nederland 1)
- Norge - Stian Barsnes Simonsen (NRK1)
- Portugal - Eládio Clímaco (RTP)
- Rumänien - Leonard Miron (TVR1)
- Ryssland - Yuriy Nikolayev (Russia TV)
- Serbien och Montenegro - Duška Vučinić-Lučić (serbiska, RTS1)
- Spanien - Beatriz Pécker & Lucho (TVE1)[10]
- Storbritannien - Michael Underwood (ITV2)[11]
- Sverige - Nanne Grönvall och Shan Atci (SVT1)
- Ukraina - Timur Miroshnychenko (NTU)

## Album
Junior Eurovision Song Contest 2005: Hasselt-Belgium, är ett samlingsalbum ihopsatt av Europeiska radio- och TV-unionen och gavs ut i november 2005. Albumet innehåller alla låtar från 2005 års tävling.
| Nr           | Titel                      | Artist                               | Längd |
| ------------ | -------------------------- | ------------------------------------ | ----- |
| 1.           | Tora einai i seira mas     | Alexandros & Kalli (Grekland)        | 2:46  |
| 2.           | Shake Shake Shake          | Nicolai (Danmark)                    | 2:44  |
| 3.           | Rock Baby                  | Lorena (Kroatien)                    | 2:35  |
| 4.           | Țurai!                     | Alina Eremia (Rumänien)              | 2:29  |
| 5.           | How Does It Feel?          | Joni Fuller (Storbritannien)         | 2:49  |
| 6.           | Gränslös kärlek            | M+ (Sverige)                         | 2:36  |
| 7.           | Doroga k solntsu           | Vladislav Krutskikh (Ryssland)       | 2:42  |
| 8.           | Rodendeski baknež          | Denis Dimoski (Makedonien)           | 2:45  |
| 9.           | Stupid                     | Tess (Nederländerna)                 | 2:48  |
| 10.          | Ljubav pa fudbal           | Filip Vučić (Serbien och Montenegro) | 2:49  |
| 11.          | Es esmu maza jauka meitene | Kids4Rock (Lettland)                 | 2:34  |
| 12.          | Mes rêves                  | Lindsay (Belgien)                    | 2:46  |
| 13.          | Make It Right!             | Thea & Friends (Malta)               | 2:32  |
| 14.          | Sommer og skolefri         | Malin Reitan (Norge)                 | 2:32  |
| 15.          | Te traigo flores           | Antonio José (Spanien)               | 2:39  |
| 16.          | My vmeste                  | Ksenija Sitnik (Vitryssland)         | 2:46  |
| Total längd: | Total längd:               | Total längd:                         | 42:52 |